# Pfarrhaus Kreien

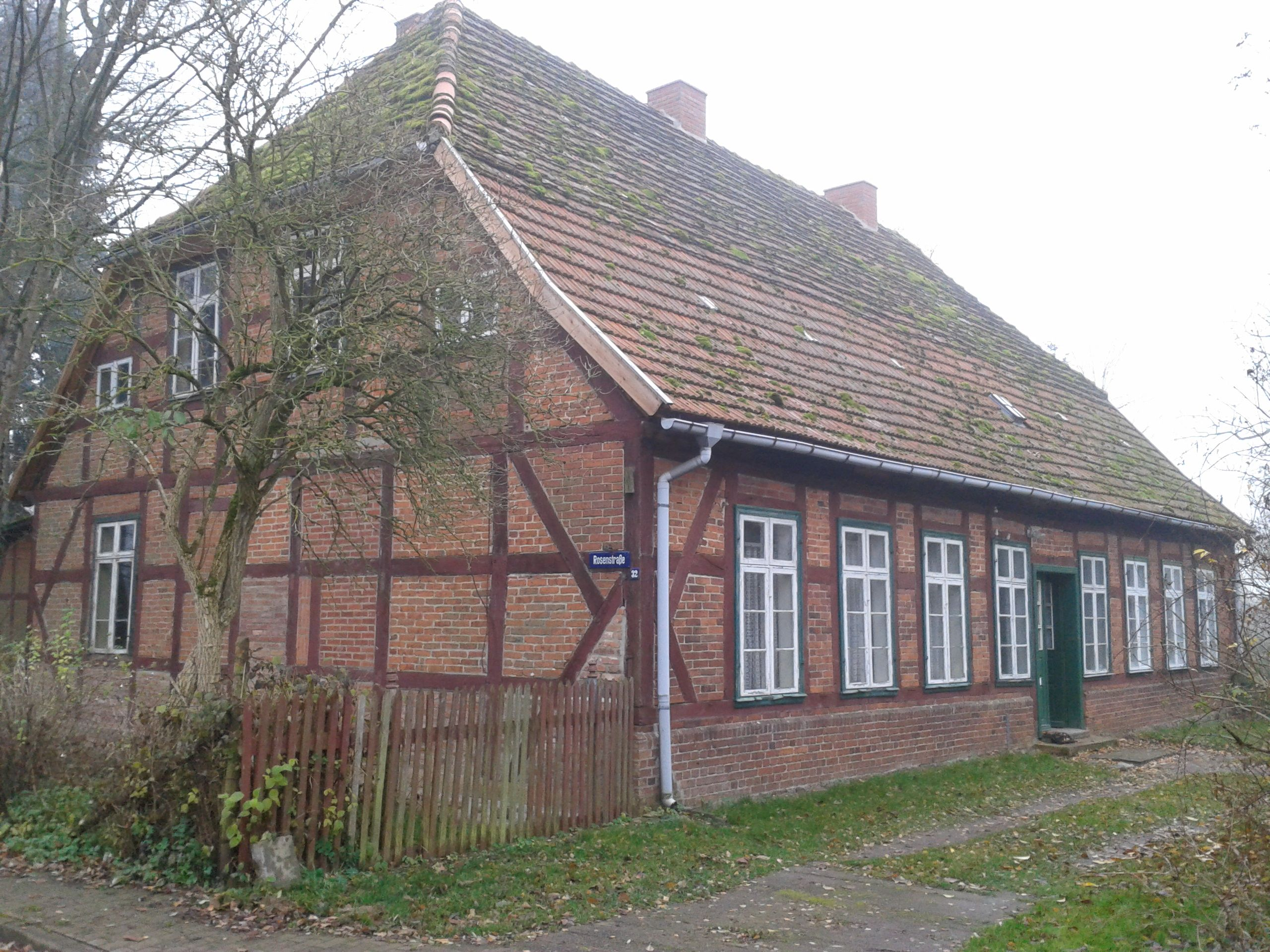
Pfarrhaus Kreien

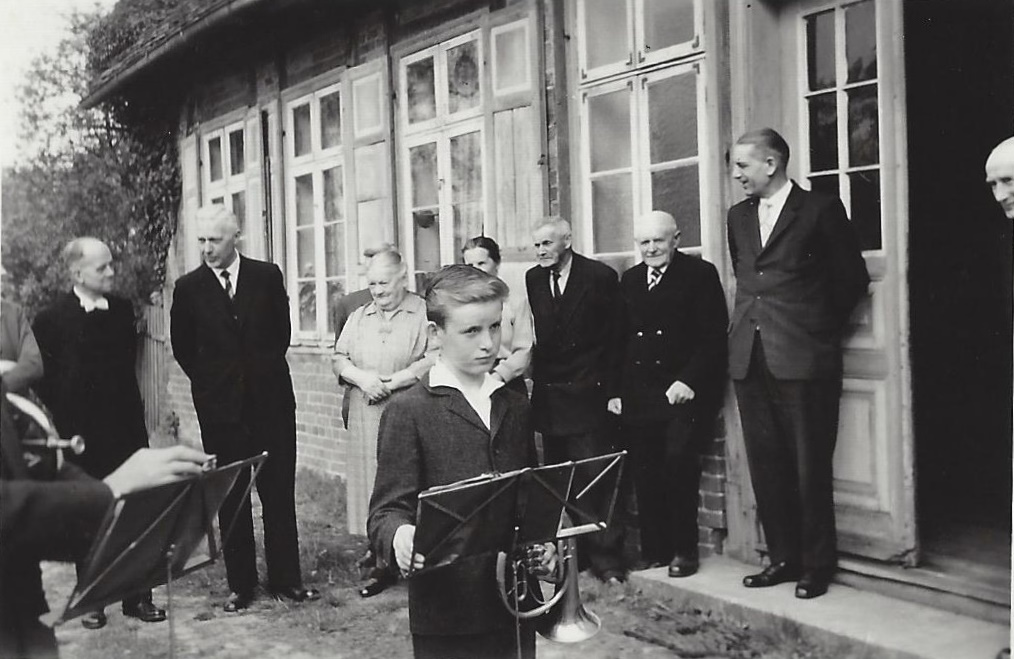
Pastorentreffen in Kreien (1959)

Das Pfarrhaus Kreien im Landkreis Ludwigslust-Parchim wurde 1799 erbaut. Bauherr war Friedrich Franz I. (Mecklenburg), der das Kirchenpatronat innehatte.

## Geschichte
Im Schweriner Kirchenarchiv werden Unterlagen über die Entstehung des Pfarrhauses aufbewahrt. So ist dokumentiert, dass die Eichen für das Fachwerk in der Woostener Heide geschlagen wurden.
Zu verdanken ist der Neubau dem Pastor Adolf Gottlieb Susemihl (1741–1808). Nach Antritt seiner Pfarrstelle 1797 beklagte er sich in mehreren Briefen bitter über den Zustand des alten Pfarrhauses, das baufällig und zugig war.
1800 konnte er in den Neubau einziehen.
Susemihl war seit 1797 Pastor in Kreien. Er war verheiratet mit Ilsabe Sophie Magdalene Schertling, von der er 1789 geschieden wurde: Sie wollte 1790 Sängerin in der Herzoglichen Kapelle zu Schwerin werden.

## Kirche
Die Kreiener Kirche stammt aus dem 14. (oder 15.) Jahrhundert. Für Ersteres spricht die Erwähnung der Pfarrstelle Kreien bereits um 1320 im Zusammenhang mit den Gründungen des Nonnenklosters Marienfließ in Stepenitz: „Von 1271 ab erwarb das … märkische Nonnenkloster Mariafließ in Stepenitz hier umfangreichen Besitz, auf dem uns 1320 die Pfarrer von Kreien, Karbow, Stüwensdorf und Barkow begegnen. … alle diese und ebenso die in Darze … werden Stiftungen des Klosters sein“, schreibt der Kirchenhistoriker Karl Schmaltz.

## Denkmalschutz
Sowohl die Kirche als auch das Pfarrhaus sind als Denkmal gelistet.

## Ort
Erstmals urkundlich erwähnt wurde der Ort 1271, als Johann von Schnakenburg acht Hufen an das Kloster Marienfließ in Stepenitz abtrat. 1369 übereignete auch die Familie der Huskummer Land an das Kloster.